# Coccocypselum condalia
Coccocypselum condalia là một loài thực vật có hoa trong họ Thiến thảo. Loài này được Pers. mô tả khoa học đầu tiên năm 1805.